# Magyar Mozgókép Díj a legjobb rövid dokumentumfilmnek
A Magyar Mozgókép Díj a legjobb egész estés dokumentumfilmnek (korábban Magyar Filmdíj) elismerés a 2014-ben alapított Magyar Filmdíjak egyike, amelyet a Magyar Filmakadémia (MFA) tagjainak szavazata alapján ítélnek oda egy-egy év magyar filmtermése legjobbnak ítélt rövid dokumentumfilmjének.
A díjra történő jelölés nem automatikus; azok a rövid dokumentumfilmek versenyezhetnek, amelyeket az évente megrendezett Magyar Filmhétre beneveztek. Nevezni az előző év január 1. és december 31. között moziforgalmazásba, televíziós sugárzásba került vagy kerülő (forgalmazói szándéknyilatkozattal rendelkező), vagy nemzetközi filmfesztiválon versenyben vagy versenyen kívül szerepelt filmalkotást lehet. Egy alkotó vagy alkotógárda több alkotással is nevezhet, ebben az esetben mindegyikről külön adatlapot kell beküldeni.
A nevezés és regisztráció határideje: január 15.
A Filmakadémia tagjai január 1-je és 31-e között szekciónként megnézik a benevezett filmeket és választanak ki azokat a dokumentarista alkotásokat, amelyek felkerülnek a jelöltek listájára. A jelölt alkotásokat felveszik a filmhét programjába és levetítik nagyközönség illetve a filmes szakma részére.
A versenyprogramba került filmek nyilvános bejelentése február 1-jén történik.
A díjra érdemesnek tartott alkotást az Akadémia tagjai e szűkített listáról választják ki egy újabb titkos szavazás során.
A Magyar Filmakadémia Egyesület szekcióiból delegált előzsűri 5 alkotást és alkotót jelöl kategóriánként a Magyar Mozgókép Díjakra, majd a tagjai közül választott zsűri dönt a nyertesekről – így az összesen húszból a két dokumentumfilm, az egész estés és a rövid dokumentumfilm kategóriában is.

## Díjak és jelölések
A nyertesek a táblázat első sorában, félkövérrel vannak jelölve.
| Év (Gála) | Díjazottak és jelöltek | Megjegyzés         |
| --------- | --- | ------------------ |
| 2021      | - Népirtás Pozsonyligetfalun – rendezők: Udvardy Zoltán és Géczy Dávid - Megbélyegzetten – 1968 – rendező: Varga Ágota - Az idegek játéka – Politikai pszichiátria '56 után – rendező: Sopsits Árpád - Trónfosztott királyság – rendezők: Borbás Barnabás és Réti László - Vád nélkül – rendező: Kisfaludy András | [ 4 ] [ * 1 ]      |
| 2022      | - Jankovicsok – rendező: Szabó Szonja - Otthon, otthon – rendezők: Nagy Anikó Mária és Szabó Attila - 101. magyar népmese – rendező: Novák Tamás - A varázsló – Csernus Tibor festőművész – rendező: Surányi András - Mi, svábok mindig jó magyarok voltunk – rendező: László Gábor                               | [ 5 ] [ * 2 ]      |
| 2023      | - Az Aranyvonat legendája – rendező: Szász Attila - Örököse a nemzet – rendező: Novák Emil - A maga természete szerint és szabadon – rendezők: Ugron Zsolna, Szebeni Zsuzsanna és Bertha Lívia - A moszkvai fogoly – rendező: Pajer Róbert - Olimpiai álom Erdélyben – rendező: Szarka Nóra                       | [ 6 ] [ 7 ]        |
| 2024      | - Baska magyarul beszél – rendező: Baska Barbara - A látogató – rendező: Balog Gábor - Kaleidoszkóp – rendező: Novák Emil - Kisvárosi borbély – rendező: Bálint Arthur - Bor és kenyér a Szent György-hegyen – rendező: Mester Ákos                                                                               | [ 8 ] [ 9 ] [ 10 ] |
| 2025      | - Változó vadon – Az én Északom – rendező: Török Zoltán - A dallamok, akik vagyunk – A Hallgató – rendező: Weyer Balázs - Elbocsátott légió – rendező: Mező Gábor - Fénnyel írt terek – rendező: Oláh Judit - Hősnők – rendező: Novák Tamás                                                                       | [ 11 ] [ 12 ]      |